# Meurtre matricide de Limoilou
Le meurtre matricide de Limoilou est une affaire judiciaire canadienne, concernant un meurtre matricide commis par un adolescent autiste et antisocial à Limoilou. Les faits se produisent le 16 février 2019 après que la mère de cet adolescent de 17 ans lui ait confisqué son IPod. Il la poignarde à 14 reprises. Arrêté peu après, il avoue rapidement son meurtre.
Son procès est marqué par un long débat visant à établir la responsabilité pénale de l'accusé, puis la possibilité de le juger comme un adulte alors qu'il était mineur au moment des faits. Il est dans un premier temps reconnu coupable de meurtre non prémédité, puis condamné en décembre 2021 à une peine de prison à perpétuité, dont sept ans incompressibles. Cependant, son procès est officiellement annulé en avril 2025 en raison de doutes sur son intentionnalité de tuer. 

## Chronologie des faits

### Meurtre
Le meurtre se produit le 16 février 2019, rue de la Concorde, dans un immeuble à logements du quartier québécois de Limoilou, après un retour de la résidence à assistance continue (RAC) où habite depuis quelques années un adolescent âgé de 17 ans,,. Nathalie Dussault, sa mère, a pris ses médicaments dans la RAC et est venue le chercher pour l'amener au souper chez elle, comme elle en a l'habitude une semaine sur deux. Elle apprend d'une éducatrice que son fils a abîmé sa tuque, ce sur quoi elle le punit en lui interdisant de participer au carnaval de Québec,. La mère et le fils partent ensuite acheter un baladeur numérique IPod avec l'argent de ce dernier, et rentrent à l'appartement de Nathalie, d'où son conjoint est absent,. Vers 21 h 30, tous deux se disputent. Le motif de cette dispute est que Nathalie a confisqué l'IPod de son fils,,. L'adolescent frappe alors sa mère de ses poings « jusqu'à ce qu'il n'ait plus d'énergie ». Un voisin alerté par les bruits de la dispute appelle le 911, en déclarant qu'un jeune « avec des problèmes de santé mentale » est « en train de battre sa mère ».
Nathalie ayant annoncé qu'elle va appeler la police, son fils attend qu'elle se retourne, va chercher un « gros couteau à steaks » (mesurant 13 pouces), et la poignarde à 14 reprises,. Il la cible à la tête, au crâne, au visage et aux poumons.

### Arrestation

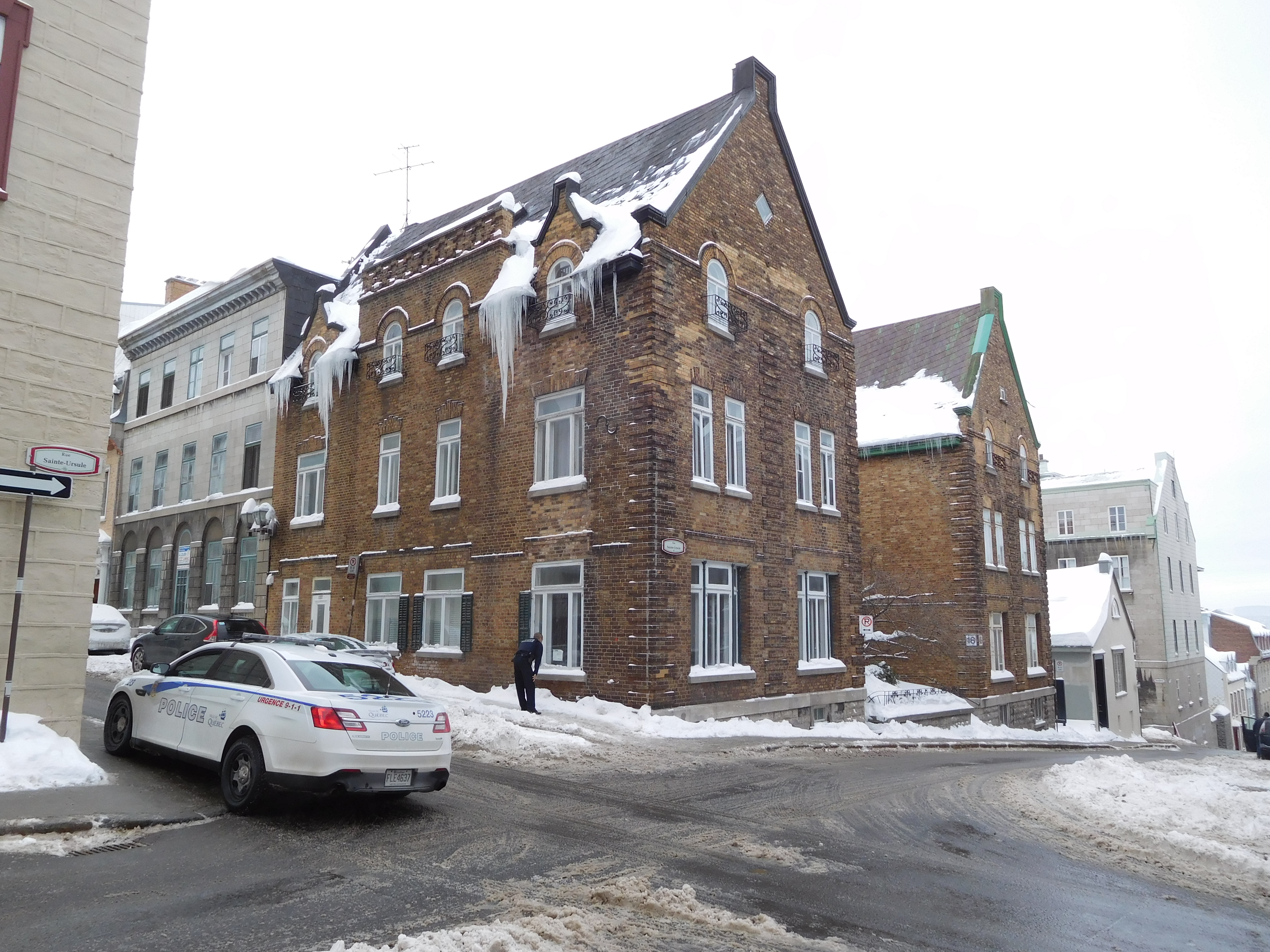
Véhicule du service de police de la Ville de Québec (SPVQ), pendant l'hiver.

Quand des policiers du service de police de la Ville de Québec (SPVQ) arrivent sur place, l'adolescent est accoudé à une rambarde au troisième étage ; les policiers lui ordonnent de ne pas bouger mais il tente de fuir et de se cacher dans un logement voisin,, dont il verrouille la porte derrière lui. Nathalie Dussault est retrouvée inanimée et étendue sur le dos, avec de graves blessures et de lourdes pertes de sang, un couteau abandonné près de sa tête, sur le porche reliant son appartement à celui de son voisin. Quand le suspect est appréhendé, il coopère avec les policiers qui l'arrêtent pour « tentative de meurtre » et le font sortir en lui recouvrant la tête pour garantir son anonymat. Le décès de sa mère est confirmé alors que l'adolescent et la police sont dans l'ambulance, ce dernier ayant été emmené pour soigner une lacération à la main,.

### Comparution immédiate
L'adolescent dort peu après son arrestation, mais se montre coopératif et calme pour répondre aux questions.
Il comparait en chambre de jeunesse le lundi 18 février 2019 avec un bandage autour de la main droite pour répondre à l'accusation de meurtre non-prémédité au second degré. Il déclare à Marie-Michèle Matte, une policière du SPVQ, « J’ai 17 ans et j’ai tué ma mère ». Il déclare aussi au médecin et à l'enquêteur des services de police de Québec qu'il n'a pas pu s'arrêter de frapper sa mère, qu'il l'a menacée de mort, et qu'avec un couteau, on peut « blesser et faire pisser le sang ». Il exprime aussi des « regrets ».

### Attente jusqu'au procès
Il est envoyé temporairement à l'Institut national de psychiatrie légale Philippe-Pinel, mais cet établissement se déclare incompétent face à son cas, et demande son transfert à l’Établissement de détention de Québec jusqu'à son jugement.

## Profils du meurtrier et de la victime

### Parcours de vie de l'auteur du meurtre
L'adolescent autiste est suivi en psychiatrie depuis ses sept ans. La juge du procès Fannie Côtes lui décrit un profil « très inquiétant », avec des « pulsions sadiques » et une tendance à réagir à la frustration par la violence, d'après le portrait dressé par le pédopsychiatre qui l'a suivi en institution, suite à l'interrogatoire de Me Hugo Breton. Ses crises de violences sont rares mais très intenses.
Il est décrit comme « un constat d’échec de la psychiatrie », et a reçu des accusations « pour voies de fait et menaces » pendant son passage par l'Institut Philippe-Pinel durant le printemps 2019. La juge lui décrit une « pensée assez sophistiquée s'apparentant à celle d'un adulte », mais aussi une influençabilité et une tendance à agir « sournoisement ». Il lui décrit aussi une capacité à « planifier pour se venger » s'il estime qu'un tiers lui a commis un tort.

### Diagnostics de santé mentale du coupable
L'auteur du meurtre est diagnostiqué d'un trouble du spectre de l'autisme, mais sous une forme inhabituelle. En effet, il présente aussi des traits de trouble de la personnalité antisociale, une déficience intellectuelle légère,, un TDAH, un trouble du langage, un trouble des conduites sévère et un trouble d’opposition,. En revanche, il n'a pas de symptômes psychotiques,.
Le Dr Olivier Lafrance McGuire, de l’hôpital Rivière-des-Prairies, lui décrit une « froideur » qui va « au-delà » d'un manque d'empathie, l'adolescent manifestant d'après lui une « jouissance » face à la souffrance d'autrui, par exemple lorsqu'il lit des articles de presse décrivant des meurtres.

### Profils et famille de la victime
La victime, Nathalie Dussault, avait 49 ans au moment des faits,,. Le père du meurtrier est décédé d'une crise cardiaque depuis déjà quelques années. La mère de la victime estime avoir aussi « perdu son petit-fils ».

## Premier procès
Le procès est retardé en raison des conséquences de la pandémie de Covid-19. Un premier procès est ouvert en chambre de la jeunesse, en novembre 2020.
La question centrale que doit résoudre la juge de cette affaire, Fanny Côtes, porte sur la possibilité de reconnaître l'auteur du meurtre comme « criminellement responsable ». Plusieurs experts judiciaires concluent qu'il était « conscient de la gravité de ses gestes »,. Durant son procès, le « manque d'empathie et de remords » sont retenus comme faits aggravants, la juge décrivant une « froideur extrême » et un « détachement face aux gestes commis ». Le Dr Louis Morissette, psychiatre, et le procureur de la Couronne, maître Breton, attribuent « la violence extrême envers sa mère » à de mauvaises habitudes comportementales prises depuis le décès de son père et en l'absence de son beau-père, et non à sa déficience intellectuelle ou à son autisme,.
La défense demande une peine atténuée, du fait que le meurtrier était mineur au moment des faits,, le psychiatre de la défense ayant plaidé dans un premier temps l'irresponsabilité pénale en raison d'un « niveau cognitif semblable à un enfant de neuf ans »,.
La juge adresse son soutien à la grand-mère maternelle et à l'intervenante de l'adolescent matricide, en saluant leur résilience ; en effet, malgré le fait qu'elle ait perdu sa fille, la grand-mère maternelle annonce qu'elle ne peut pas lui pardonner mais qu'elle « n'abandonnera pas » son petit-fils,. La grand-mère requiert « avec beaucoup de tendresse et d’affection pour le petit garçon qu’elle a vu grandir » un suivi en psychiatrie plutôt qu'une incarcération.
La juge Côtes se prononce finalement contre la réhabilitation de l'adolescent autiste prévue par le système de justice pénale québécois pour les adolescents, estimant que sept années de réhabilitation seraient une peine trop légère au regard de la gravité des faits, et que le risque de récidive est trop important au vu de l'échec de l'Institut Philippe-Pinel. Elle souligne que l'adolescent a ciblé des points vitaux lors de ses attaques au couteau. Il lui est donc appliqué une peine pour adultes. Cette peine rend automatiquement le dossier de l'affaire public, et met fin à l'anonymat du suspect.

## Première condamnation
L'auteur du meurtre est dans un premier temps reconnu coupable de meurtre au 2e degré par la Chambre de la jeunesse. Ce jugement est rendu le 24 février 2021, par la juge Fannie Côtes.
Le 23 décembre 2021, l'adolescent matricide est jugé comme un adulte, et reconnu coupable de meurtre au second degrés non prémédité, puis condamné à perpétuité,,,. La peine incompressible est de sept ans,.

## Suites
Cette affaire entraîne des questionnements concernant le rapport des personnes autistes avec la justice pénale, et la relation entre problèmes de santé mentale et meurtre matricide. Elle est notamment citée dans une maîtrise en psychoéducation datée de 2023, portant sur le risque d'homicide par des personnes ayant un TSA ou une déficience intellectuelle.
En avril 2024, le résultat du premier procès est mis en débat devant la cour d'appel en raison d'un doute concernant l'intention réelle de tuer, celle-ci n'ayant pas été clairement établie en 2021. Elle aboutit sur l'annulation de la décision de 2021 et sur la tenue d'un nouveau procès ; en attendant son résultat, l'identité du coupable est protégée par la loi canadienne.